# 熊野神社 (三次市畠敷町)
熊野神社(くまのじんじゃ)は、広島県三次市畠敷町に鎮座する神社。比叡尾(ひえび)山の南の麓に位置する。

## 祭神
若一王子（にゃくいちおうじ）・熊野権現・伊弉諾尊など

## 由緒
社伝には、今から1500年ほど前に若一王子を祭ったのが始まりで、のちに雄略天皇が紀伊国熊野権現の分霊を勧請奉祀したのが初めだとある。元々は、若一王子社、あるいは若一権現と呼ばれていた。
1870年(明治3年)に熊野神社に改称された。
中世には、三吉氏の崇敬を受け、1556年(弘治2年)に三吉致高・隆亮親子の寄進になる金銅製板塔婆や、1580年(天正8年)に隆亮が寄せた鉄製の釣燈籠が伝承されてきている。

## 様式
本殿、拝殿、鳥居、宝蔵などを備え、とりわけ江戸時代初期建立と伝えられる宝蔵が県の重要文化財に指定されている。桁行3.73m、梁間2.81m、校倉造で、入母屋造。屋根は瓦葺き。校子組と斗栱(ときょう)は創建当時の姿で、枇杷殿に彩画が施されている(床下と屋根は後世の改修)。

## 社宝
1. 鎌倉時代の運慶作と伝えられる木造の狛犬一対
2. 木造阿弥陀如来坐像(神社の旧御神体)

また、社前の白樫の老樹は、県の天然記念物に指定されている。

## 交通
- JR芸備線 八次駅より徒歩30分